# Anklam

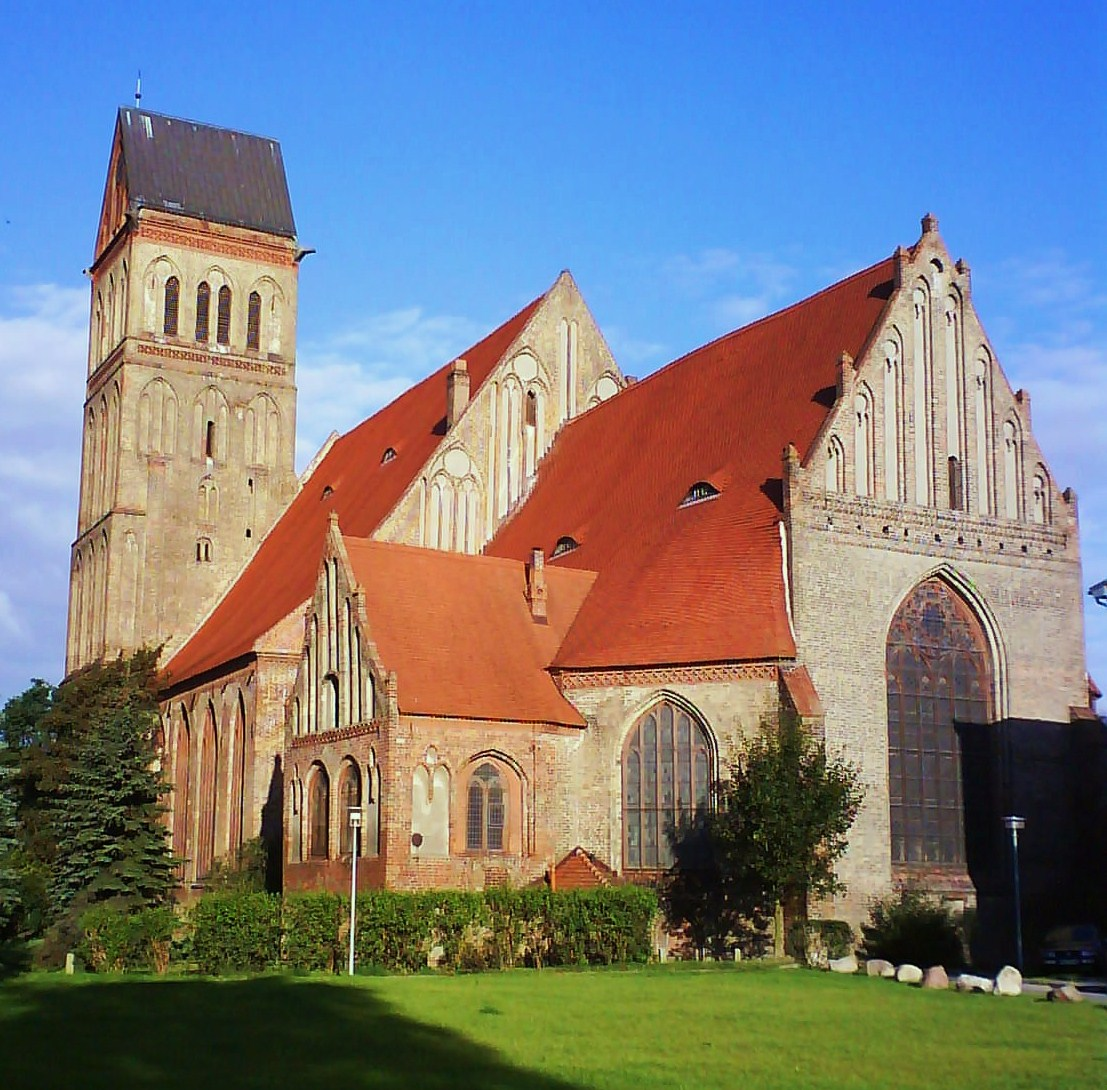
Anklam
(biserica „Sf.Maria”)

Anklam (sau Anclam) este un oraș din Mecklenburg-Vorpommern, Germania, situat pe malul râului Peene, la 8 km de punctul de vărsare, Kleines Haff, și la 85 km nord-vest de Szczecin, pe calea ferată spre Stralsund. Este capitala districtului Ostvorpommern. Are o populație de 14.603 locuitori (2005).

## Legături extreme
1. ↑  Alle politisch selbständigen Gemeinden mit ausgewählten Merkmalen am 31.12.2018 (4. Quartal) (în germană), Statistisches Bundesamt[*], arhivat din original la 10 martie 2019, accesat în 10 martie 2019